# کوانتوم ایر
کوانتوم ایر (انگلیسی: Quantum Air) شرکت هواپیمایی دانمارکی است که در سال ۱۹۹۹ تأسیس شد.